# Stazione di Kovel'
La stazione di Kovel' è lo scalo ferroviario di Kovel' nell'oblast' di Volinia in Ucraina attivo dall'ultimo quarto del XIX secolo.

## Storia

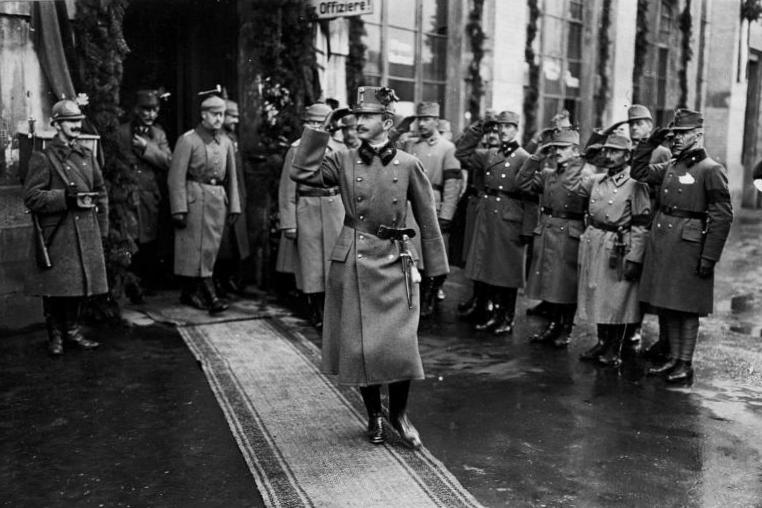
Carlo I d'Austria in visita alla stazione nel 1917

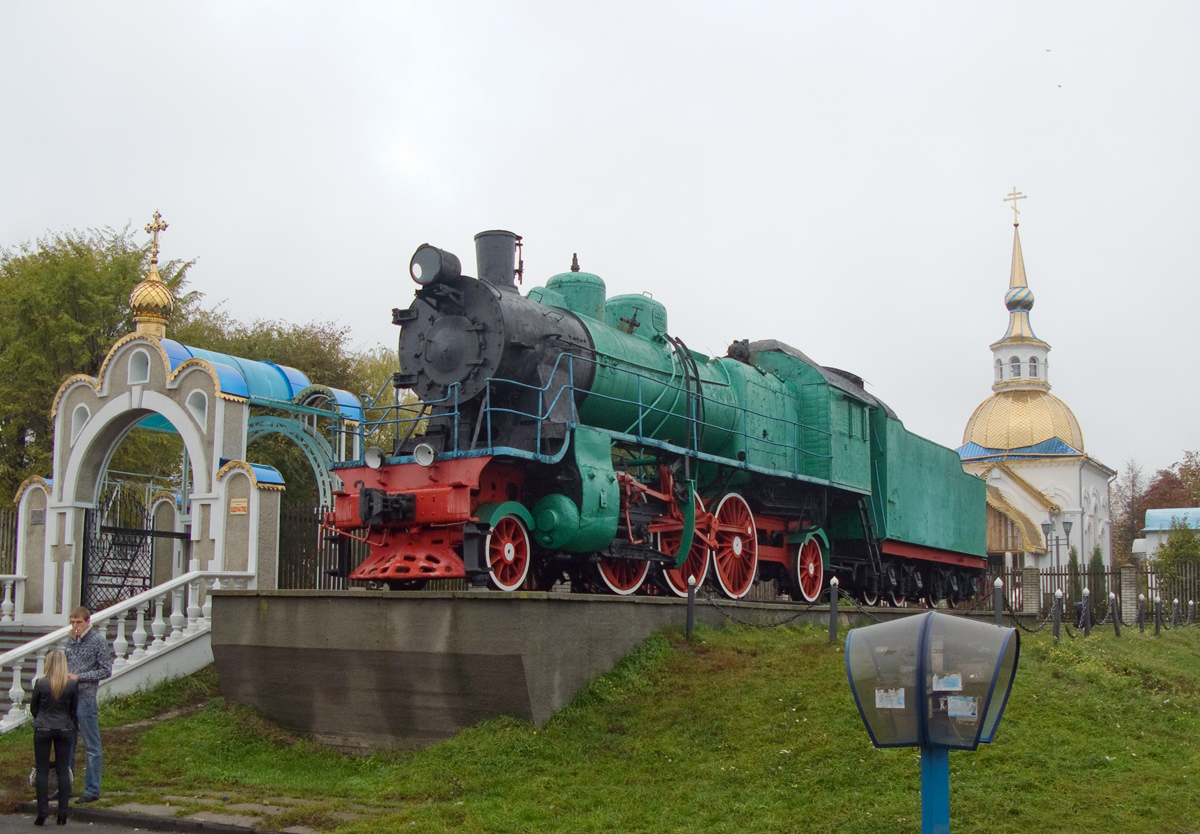
Locomotiva storica esposta nei pressi della stazione

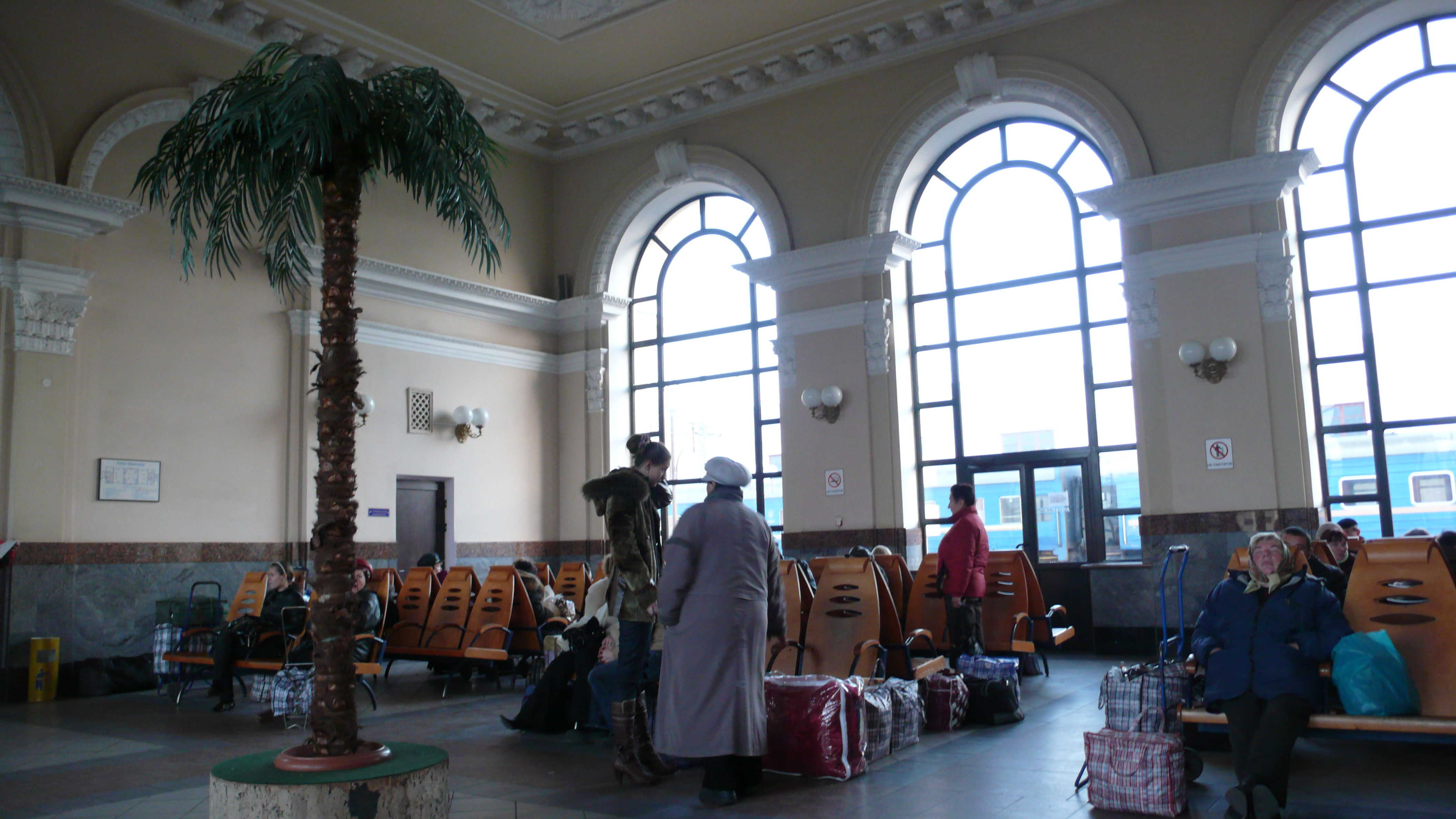
Moderna sala attesa

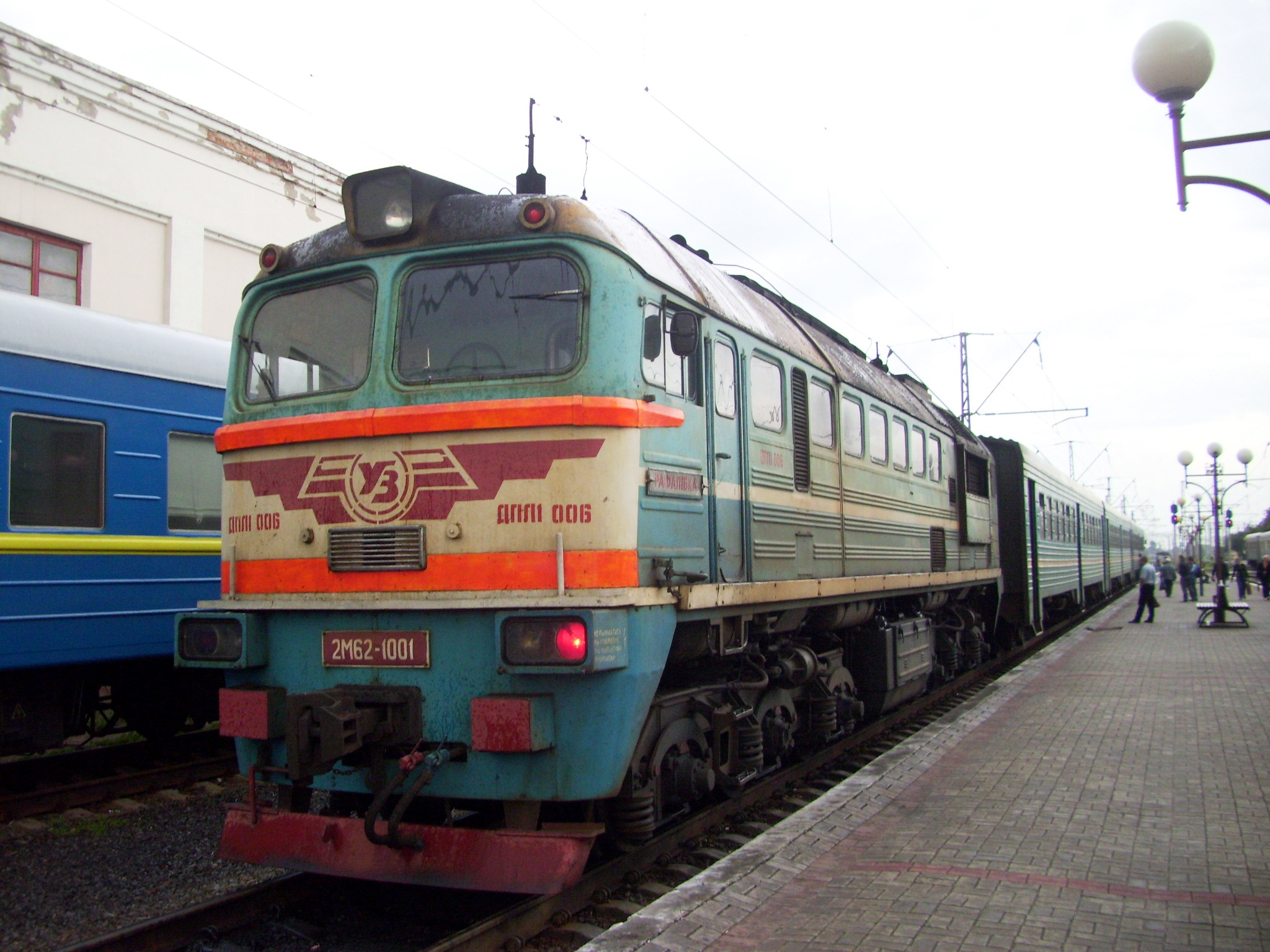
Locomotore diesel nella stazione

La stazione è stata inaugurata nel 1873, sulla linea ferroviaria della Volinia. Il progetto di elettrificazione di parte della linea è stato affidato nel 2021 ad una ditta italiana. Nel marzo 2022 è stata coinvolta negli spostamenti della popolazione civile che si allontanava dalle zone coinvolte direttamente dall'invasione russa.

## Descrizione
La stazione appartiene alla linea ferroviaria Kiev - Kovel' ed è lo snodo più settentrionale nella direzione verso la Bielorussia mentre a occidente si collega col voivodato di Lublino in Polonia. Da Kovel partono binari a scartamento normale e a scartamento ridotto. Alcuni tratti non sono ancora elettrificati. Per lo scalo passa circa il 90% del traffico merci su rotaia tra l'Ucraina e la Polonia. Le linee passeggeri più importanti sono quelle che collegano Kiev, Varsavia e Berlino.